# Steigsäule
Steigsäulen waren Bestandteile mittelalterlicher und frühneuzeitlicher Wasserversorgungssysteme.
Eine Steigsäule war eine Entnahmestelle für Wasser in einem an das Leitungsnetz einer Wasserkunst angeschlossenen Gebäude. Es handelte sich zumeist um einen ausgehöhlten Baumstamm. Die aufrecht stehende Steigsäule war nach oben verschlossen und von unten mit der Wasserzuleitung verbunden. In Griffhöhe verfügte sie über eine Öffnung, die mit einem Wasserhahn versehen war.
Das aus dem hochgelegenen Speicherbehälter der Wasserkunst in das Leitungsnetz gelangende Wasser wurde durch den Wasserdruck nach dem Prinzip der kommunizierenden Röhren von unten her in die Steigsäulen gedrückt, so dass es möglich war, durch den Wasserhahn zu beliebigen Zeitpunkten Wasser zu entnehmen. Voraussetzung für die Verwendung einer Steigsäule war, dass das angeschlossene Gebäude tief genug lag, damit der von der Höhe des Speicherbehälters abhängige Wasserdruck ausreichte.
In Lübeck sind bis heute einige originale Steigsäulen, die zu den Leitungsnetzen der Brauerwasserkunst und der Bürgerwasserkunst gehörten, in situ erhalten.